# Kevin Birmingham

Bischofswappen von Kevin Michael Birmingham

Kevin Michael Birmingham (* 7. Oktober 1971 in Oak Lawn, Illinois; † 2. Oktober 2023 in Chicago) war ein US-amerikanischer römisch-katholischer Geistlicher und Weihbischof in Chicago.

## Leben
Kevin Birmingham besuchte eine Grundschule in Chicago Ridge und später das Quigley Preparatory Seminary South in Chicago. Nachdem er dort 1987 einen Schulabschluss erlangt hatte, begann er zunächst ein Studium der Mathematik und der Informatik an der Loyola University Chicago, das er jedoch nicht abschloss. Von 1989 bis 1993 studierte er Philosophie am Niles College Seminary und von 1993 bis 1997 Katholische Theologie an der University of Saint Mary of the Lake in Mundelein. Er empfing am 24. Mai 1997 in der Holy Name Cathedral in Chicago durch den Erzbischof von Chicago, Francis George OMI, das Sakrament der Priesterweihe.
Nach der Priesterweihe war Kevin Birmingham zunächst als Pfarrvikar der Pfarrei Saint Benedict in Blue Island tätig, bevor er 2001 Pfarrvikar der Pfarrei Saint Francis of Assisi in Orland Park wurde. Von 2005 bis 2011 war er Pfarrer der Pfarrei Saint Anne in Hazel Crest und von 2011 bis 2014 Pfarrer der Pfarrei Maternity of the Blessed Virgin Mary im Chicagoer Stadtteil Humboldt Park. Zudem war Birmingham ab 2004 Mitglied des Archdiocesan Priest Personnel Board und ab 2008 Mitglied des Priesterrats des Erzbistums Chicago sowie ab 2013 Dechant des Dekanats III-A. 2014 wurde Kevin Birmingham persönlicher Sekretär des Erzbischofs von Chicago, Blase Joseph Cupich.
Am 11. September 2020 ernannte ihn Papst Franziskus zum Titularbischof von Dolia und zum Weihbischof in Chicago. Der Erzbischof von Chicago, Blase Joseph Kardinal Cupich, spendete ihm sowie Jeffrey Grob und Robert Lombardo CFR am 13. November desselben Jahres in der Holy Name Cathedral in Chicago die Bischofsweihe; Mitkonsekratoren waren die Weihbischöfe in Chicago, Joseph Perry und John Manz. Sein Wahlspruch Tend my people („Kümmere dich um mein Volk“) stammt aus Joh 21,16 . Als Weihbischof war Birmingham zuerst Bischofsvikar für das Vikariat IV und ab September 2023 für das Vikariat VI.